# Kopanka (Skawina)
Kopanka ist eine Ortschaft mit einem Schulzenamt der Gemeinde Skawina im Powiat Krakowski der Woiwodschaft Kleinpolen in Polen.

## Geographie
Der Ort liegt im Krakauer Tor am südlichen Ufer der Weichsel. Die Mündung des Wasserkanals Łączany-Skawina teilt das Dorf in Kopanka Pierwsza (etwa die erste Kopanka – das Zentrum mit der Pfarrkirche, im Osten) und Kopanka Druga (die zweite Kopanka, im Westen). Die Nachbarorte sind die Stadt Skawina im Osten und Süden, Zelczyna und Borek Szlachecki im Südwesten, Ochodza im Westen, sowie Jeziorzany im Norden.

## Geschichte

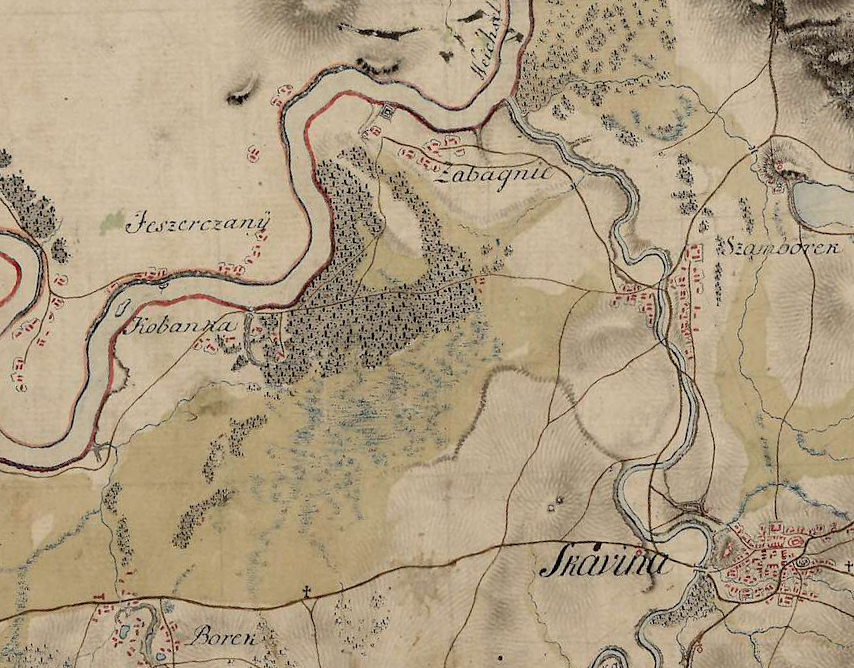
Kopanka und Zabagnie (1779–1783)

Bis zur Mitte des 18. Jahrhunderts umfasste das Gebiet „na Kopanie“ des heutigen Dorfs nur Wiesen und Felder im Besitz der Abtei Tyniec und der Bürger von Skawina. Die politische Zugehörigkeit des Gebiets entweder zum Herzogtum Zator oder zum Königreich Polen ist unklar.
Die ersten kleinen Siedlungen in diesem Gebiet wurden jedoch Dąbrowa („Eichenhain“) und „Łąki Radzieckie” (etwa Wiese der Ratsherren) genannt, später durch zwei Ortschaften namens Kopanka ersetzt, aber die östliche Ortschaft hatte auch den Namen Zabagnie (Ort hinter den Sumpf). Der Name Kopanka bezeichnet eine Grube, auch für das Brunnenwasser. Nach der Ersten Teilung Polens wurde Kopanka erstmals zu einer unabhängigen Gemeinde mit einem Vogt an der Spitze, im Myslenicer Kreis (1819 mit dem Sitz in Wadowice), Königreich Galizien und Lodomerien des habsburgischen Kaiserreichs (ab 1804). Kopanka hatte damals um 30 Häuser und fast 160 Einwohner.
1918, nach dem Ende des Ersten Weltkriegs und dem Zusammenbruch der k.u.k. Monarchie, kam Kopanka zu Polen (Powiat Kraków, Woiwodschaft Krakau). Unterbrochen wurde dies nur durch die Besetzung Polens durch die Wehrmacht im Zweiten Weltkrieg. Es gehörte dann zum Distrikt Krakau des Generalgouvernements.

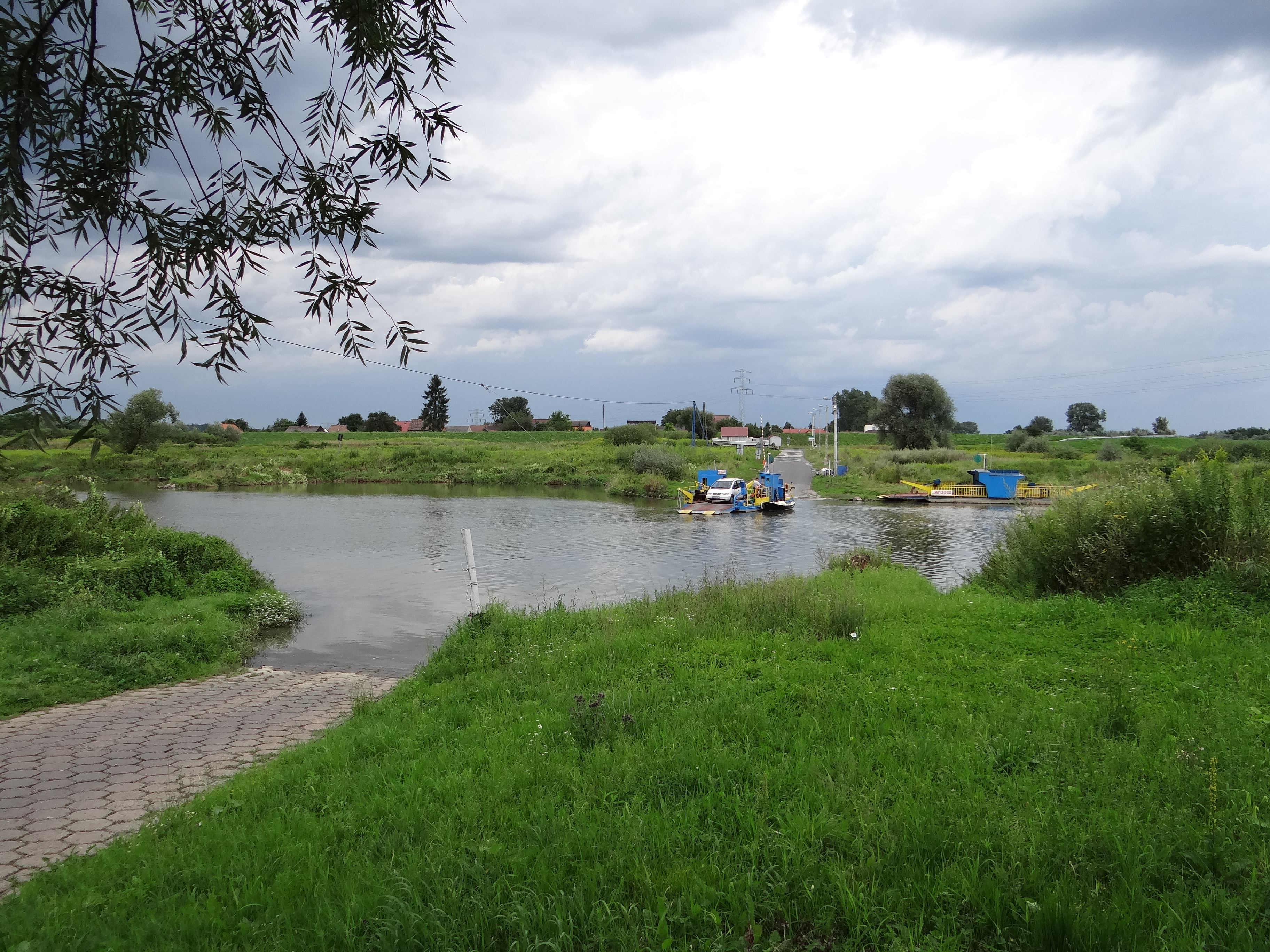
Fähre durch die Weichsel in Kopanka Druga

Von 1945 bis 1998 gehörte Kopanka zur Woiwodschaft Krakau.
In den 1950er Jahren wurde die Wärmekraftwerk Skawina unmittelbar südlich des Dorfs, sowie ein Kanal, der in Łączany beginnt und in Kopanka endet.